# Irina Privalova
Irina Anatol'evna Privalova, nata Sergeeva (in russo Ирина Анатольевна Привалова?; Malachovka, 22 novembre 1968), è un'ex velocista e ostacolista russa, fino al 1991 sovietica, campionessa olimpica dei 400 metri ostacoli a Sydney 2000.

## Biografia
Ad inizio carriera si dedica alla velocità, vincendo due medaglie olimpiche nel 1992 gareggiando sotto la bandiera della Squadra Unificata dell'ex Unione Sovietica. Sempre nello sprint ottiene altri grandi successi, tra i vari spicca l'oro nella staffetta 4×100 m ai Campionati mondiali di Stoccarda nel 1993, ma anche l'accoppiata 100-200 m agli Europei di Helsinki 1994 e l'oro nei 200 metri agli Europei di Budapest 1998.
In quest'ultima manifestazione vinse anche l'argento nei 100 metri, nei quali costrinse la francese Christine Arron a stabilire l'ancora resistente record europeo (10"73), tolto proprio alla Privalova (10"77). Nella staffetta vinse il bronzo dietro alla Francia (nella cui squadra la Arron corse l'ultima frazione in meno di 10") ed alla Germania.
Si è poi convertita ai 400 metri ostacoli, conquistando appunto l'oro olimpico a Sydney 2000, battendo in finale la giamaicana Deon Hemmings.
Irina Privalova è ancora oggi la detentrice dei record mondiali indoor dei 50 m piani (5"96) e dei 60 m piani (6"92). È stata anche campionessa mondiale indoor nei 60 m piani (7"02 nel 1991), 200 m piani (22"15 nel 1993) e 400 m piani (50"23 nel 1995).
Nel 1994 è stata eletta atleta europea dell'anno dalla European Athletic Association.
Nel 2021 è diventata presidentessa della Federazione di atletica leggera della Russia.

## Record nazionali

### Seniores
- 50 metri piani indoor: 5"96 ( Madrid, 9 febbraio 1995)
- 60 metri piani indoor: 6"92 ( Madrid, 11 febbraio 1993) - ( Madrid, 9 febbraio 1995)
- 100 metri piani: 10"77 ( Losanna, 6 luglio 1994)
- 200 metri piani: 21"87 ( Monaco, 25 luglio 1995)
- 200 metri piani indoor: 22"10 ( Liévin, 19 febbraio 1995)
- Staffetta 4×100 metri: 41"49 ( Stoccarda, 22 agosto 1993) (Ol'ga Bogoslovskaja, Galina Mal'čugina, Natal'ja Pomoščnikova-Voronova, Irina Privalova)
- Staffetta 4×400 metri: 3'18"38 ( Stoccarda, 22 agosto 1993) (Yelena Ruzina, Tat'jana Alekseeva, Margarita Ponomaryova, Irina Privalova)

## Palmarès
| Anno                                      | Manifestazione  | Sede       | Evento      | Risultato        | Prestazione | Note                          |
| ----------------------------------------- | --------------- | ---------- | ----------- | ---------------- | ----------- | ----------------------------- |
| In rappresentanza dell' Unione Sovietica  |                 |            |             |                  |             |                               |
| 1991                                      | Mondiali indoor | Siviglia   | 60 m piani  | Oro              | 7"02        | Miglior prestazione personale |
| 1991                                      | Mondiali indoor | Siviglia   | 200 m piani | Argento          | 22"41       | Miglior prestazione personale |
| 1991                                      | Mondiali        | Tokyo      | 100 m piani | 4ª               | 11"16       |                               |
| 1991                                      | Mondiali        | Tokyo      | 200 m piani | 4ª               | 22"28       |                               |
| 1991                                      | Mondiali        | Tokyo      | 4×100 m     | Argento          | 42"20       |                               |
| In rappresentanza della Squadra Unificata |                 |            |             |                  |             |                               |
| 1992                                      | Giochi olimpici | Barcellona | 100 m piani | Bronzo           | 10"84       |                               |
| 1992                                      | Giochi olimpici | Barcellona | 200 m piani | 4ª               | 22"19       |                               |
| 1992                                      | Giochi olimpici | Barcellona | 4×100 m     | Argento          | 42"16       |                               |
| In rappresentanza della Russia            |                 |            |             |                  |             |                               |
| 1993                                      | Mondiali indoor | Toronto    | 60 m piani  | Argento          | 6"97        |                               |
| 1993                                      | Mondiali indoor | Toronto    | 200 m piani | Oro              | 22"15       | Record dei campionati         |
| 1993                                      | Mondiali        | Stoccarda  | 100 m piani | 4ª               | 10"96       |                               |
| 1993                                      | Mondiali        | Stoccarda  | 200 m piani | Bronzo           | 22"13       |                               |
| 1993                                      | Mondiali        | Stoccarda  | 4×100 m     | Oro              | 41"49       | Record nazionale              |
| 1993                                      | Mondiali        | Stoccarda  | 4×400 m     | Argento          | 3'18"38     | Record nazionale              |
| 1994                                      | Europei         | Helsinki   | 100 m piani | Oro              | 11"02       |                               |
| 1994                                      | Europei         | Helsinki   | 200 m piani | Oro              | 22"32       |                               |
| 1994                                      | Europei         | Helsinki   | 4×100 m     | Argento          | 42"96       |                               |
| 1995                                      | Mondiali indoor | Barcellona | 400 m piani | Oro              | 50"23       | Record dei campionati         |
| 1995                                      | Mondiali        | Göteborg   | 100 m piani | Bronzo           | 10"96       |                               |
| 1995                                      | Mondiali        | Göteborg   | 200 m piani | Argento          | 22"12       |                               |
| 1996                                      | Giochi olimpici | Atlanta    | 100 m piani | Semifinale       | 11"31       |                               |
| 1996                                      | Giochi olimpici | Atlanta    | 200 m piani | Quarti di finale | 22"82       |                               |
| 1996                                      | Giochi olimpici | Atlanta    | 4×100 m     | 4ª               | 42"27       |                               |
| 1997                                      | Mondiali indoor | Parigi     | 60 m piani  | 6ª               | 7"88        |                               |
| 1998                                      | Europei         | Budapest   | 100 m piani | Argento          | 10"83       | Miglior prestazione personale |
| 1998                                      | Europei         | Budapest   | 200 m piani | Oro              | 22"62       |                               |
| 1998                                      | Europei         | Budapest   | 4×100 m     | Bronzo           | 42"73       |                               |
| 1999                                      | Mondiali        | Siviglia   | 100 m piani | Batteria         | 11"45       |                               |
| 2000                                      | Giochi olimpici | Sydney     | 400 m hs    | Oro              | 53"02       | Miglior prestazione personale |
| 2000                                      | Giochi olimpici | Sydney     | 4×400 m     | Bronzo           | 3'23"46     |                               |

## Altre competizioni internazionali
1993
- Coppa Europa di atletica leggera ( Roma)
- Argento alla Grand Prix Final ( Londra), 100 m piani - 11"09

1994
- Bronzo alla Grand Prix Final ( Parigi), 100 m piani - 11"02
- Oro in Coppa del mondo ( Londra), 100 m piani - 11"32
- Argento in Coppa del mondo ( Londra), 200 m piani - 22"51
- Oro in Coppa del mondo ( Londra), 400 m piani - 50"62

1996
- 6ª alla Grand Prix Final ( Milano), 100 m piani - 11"14

1998
- Coppa Europa di atletica leggera ( San Pietroburgo)
- 7ª alla Grand Prix Final ( Mosca), 100 m piani - 11"27
- 5ª in Coppa del mondo ( Johannesburg), 100 m piani - 11"15
- 5ª in Coppa del mondo ( Johannesburg), 200 m piani - 22"61

## Riconoscimenti
- Atleta europea dell'anno (1994)